# 811
811 (DCCCXI) fue un año común comenzado en miércoles del calendario juliano, en vigor en aquella fecha.

## Acontecimientos

### En Europa
- Se firman dos tratados de paz entre Carlomagno y Dinamarca. Se sitúa la frontera sobre el río Eider.

#### Imperio Bizantino
- 26 de julio: Batalla de Plisca: Nicéforo I es derrotado y muerto por los Búlgaros del khan Krum, le sucede su hijo Estauracio como emperador. Estauricio también participó en la batalla y quedó muy malherido.
- 1 de octubre: Miguel I Rangabé declarado Emperador. Estauracio se retira a un monasterio.

#### Imperio Carolingio
- 4 de diciembre: Muere Carlos el Joven, segundo hijo de Carlomagno. Ludovico Pío queda como único heredero de este.

### En Asia
- Comienza la guerra civil entre el califa Al-Amin y su hermano Al-Ma'mun. Duraría hasta 813.

## Nacimientos
- Emperador Basilio I (m. 886)

## Fallecimientos
- 26 de julio: Nicéforo I, emperador bizantino
- 4 de diciembre: Carlos el Joven, hijo de Carlomagno.